# Largeasse
Largeasse is een gemeente in het Franse departement Deux-Sèvres (regio Nouvelle-Aquitaine) en telt 749 inwoners (1999). De plaats maakt deel uit van het arrondissement Parthenay.

## Geografie
De oppervlakte van Largeasse bedraagt 30,6 km², de bevolkingsdichtheid is 24,5 inwoners per km².
De onderstaande kaart toont de ligging van Largeasse met de belangrijkste infrastructuur en aangrenzende gemeenten.

## Demografie
Onderstaande figuur toont het verloop van het inwonertal (bron: INSEE-tellingen).